# 安息香酸ベンジル
安息香酸ベンジル（あんそくこうさんベンジル、 benzyl benzoate ）は、有機化合物の一種で、安息香酸とベンジルアルコールとが脱水縮合した構造 (C6H5CO2CH2C6H5) を有するカルボン酸エステル。快い芳香を持つ無色の液体、または固体。

## 合成と用途
安息香酸ベンジルは、ベンズアルデヒドを基質としたティシチェンコ反応により合成される。
安息香酸とベンジルアルコールを、フィッシャーエステル合成反応により縮合させても得られる。
C6H5CO2H + C6H5CH2OH → C6H5CO2CH2C6H5 （酸触媒下）
安息香酸ベンジルには、以下のような用途が知られる。
- シラミやダニを駆除する抗寄生虫性の殺虫剤（駆虫薬）
- 香水の成分を保持するための揮発防止剤
- 人工香料として、食品添加物
- セルロースなどのポリマーの可塑剤
- 高沸点の有機溶媒